# Theonoe formivora
Theonoe formivora là một loài nhện trong họ Theridiidae.
Loài này thuộc chi Theonoe. Theonoe formivora được Charles Athanase Walckenaer miêu tả năm 1842.